# You Will Regret
 (août 2018).
Si vous disposez d'ouvrages ou d'articles de référence ou si vous connaissez des sites web de qualité traitant du thème abordé ici, merci de compléter l'article en donnant les références utiles à sa vérifiabilité et en les liant à la section « Notes et références ».
Albums de Ski Mask the Slump God
Drown in Designer
(2016) Beware the Book of Eli
(2018)
Singles
1. BabyWipe
Sortie : 22 avril 2017
2. Catch Me Outside
Sortie : 13 juin 2017

You Will Regret est la deuxième mixtape du rappeur américain Ski Mask The Slump God, sortie le 30 juin 2017 sur le label Republic.
En février 2018, Ski Mask publie une édition deluxe de la mixtape nommée You Will Regret (Reloaded).

## Liste des titres
| No  | Titre                                                               | Auteur                           | Durée |
| --- | ------------------------------------------------------------------- | -------------------------------- | ----- |
| 1.  | Rambo (Produit par Phosphate)                                       | Stokeley Goulbourne              | 1:50  |
| 2.  | JustLikeMyPiss (featuring MadeinTYO – Produit par CashMoneyAP)      | Goulbourne, Malcolm Jamaal Davis | 3:12  |
| 3.  | Bird Is The Word (Produit par Kashaka)                              | Goulbourne                       | 3:59  |
| 4.  | BabyWipe (Produit par CashMoneyAP)                                  | Goulbourne                       | 2:49  |
| 5.  | Gone (Interlude) (Produit par BeatsCraze)                           | Goulbourne                       | 1:43  |
| 6.  | Adventure Time (featuring DirtyFaceSmook – Produit par Good Intent) | Goulbourne, DirtyFaceSmook       | 2:38  |
| 7.  | EverTookATab? (Produit par Stain)                                   | Goulbourne                       | 1:36  |
| 8.  | Winnie (Produit par DJ Patt)                                        | Goulbourne                       | 1:48  |
| 9.  | Energy (Produit par Jimmy Duval)                                    | Goulbourne                       | 3:45  |
| 10. | H20 (featuring XXXTentacion – Produit par Khaed)                    | Goulbourne, Jahseh Onfroy        | 2:19  |

### You Will Regret (Reloaded)
| No  | Titre                                                               | Auteur                           | Durée |
| --- | ------------------------------------------------------------------- | -------------------------------- | ----- |
| 1.  | Catch Me Outside (Produit par Timbaland)                            | Stokeley Goulbourne              | 2:25  |
| 2.  | Take a Step Back (featuring XXXTentacion – Produit par Ronny J)     | Goulbourne, Onfroy               | 3:30  |
| 3.  | WTF!? (Produit par Ooweebaby et Tony Seltzer)                       | Goulbourne                       | 2:23  |
| 4.  | Rambo (Produit par Phosphate)                                       | Goulbourne                       | 1:49  |
| 5.  | JustLikeMyPiss (featuring MadeinTYO – Produit par CashMoneyAP)      | Goulbourne, Malcolm Jamaal Davis | 3:12  |
| 6.  | Bird Is The Word (Produit par Kashaka)                              | Goulbourne                       | 3:58  |
| 7.  | BabyWipe (Produit par CashMoneyAP)                                  | Goulbourne                       | 2:48  |
| 8.  | Gone (Interlude) (Produit par BeatsCraze)                           | Goulbourne                       | 1:42  |
| 9.  | Adventure Time (featuring DirtyFaceSmook – Produit par Good Intent) | Goulbourne, DirtyFaceSmook       | 2:37  |
| 10. | EverTookATab? (Produit par Stain)                                   | Goulbourne                       | 1:36  |
| 11. | Winnie (Produit par DJ Patt)                                        | Goulbourne                       | 1:47  |
| 12. | Energy (Produit par Jimmy Duval)                                    | Goulbourne                       | 3:44  |
| 13. | H20 (featuring XXXTentacion – Produit par Khaed)                    | Goulbourne, Onfroy               | 2:19  |